# Timon Wellenreuther
Timon Wellenreuther, né le 3 décembre 1995 à Karlsruhe en Allemagne, est un footballeur allemand qui évolue au poste de gardien de but au Feyenoord Rotterdam.

## Biographie

### En club

#### Schalke 04
Il fait ses débuts en Bundesliga le 3 février 2015 face au Bayern Munich, en remplaçant Fabian Giefer sorti sur blessure à la pause. 
Le 18 février 2015, il joue son premier match en Ligue des champions contre le Real Madrid.

#### Prêt à Majorque
Le 25 juin 2015, le club de Schalke 04 annonce son prêt au RCD Majorque.

#### RSC Anderlecht
Le 5 juin 2020, Timon Wellenreuther signe un contrat portant sur 4 saisons au Sporting d'Anderlecht, en Jupiler Pro League. Il a pour tâche de concurrencer le gardien titulaire des « mauves », Hendrik Van Crombrugge.
Le 4 octobre 2020, il joue son premier match sous le maillot anderlechtois en entrant à la mi-temps du match face au FC Bruges (défaite 3-0).  
Il enchaîne les matches comme « gardien numéro 1 » à partir du 22 novembre 2020, à la suite de la blessure à la main d'Hendrik Van Crombrugge.

### En sélection
Il obtient sa première sélection avec l'Équipe d'Allemagne des moins de 20 ans face à l'Italie le 21 avril 2015, en remplaçant Michael Zetterer (en) à la pause.
Le 26 mai 2015, il est sélectionné pour participer à la Coupe du monde des moins de 20 ans 2015 qui a eu lieu en Nouvelle-Zélande.

## Statistiques
| Saison                | Club                       | Championnat           | Championnat | Championnat | Coupe(s) nationale(s) | Coupe(s) nationale(s) | Supercoupe | Supercoupe | Compétition(s) continentale(s) | Compétition(s) continentale(s) | Compétition(s) continentale(s) | Total | Total |
| Saison                | Club                       | Division              | M.          | B.          | M.                    | B.                    | M.         | B.         | Comp.                          | M.                             | B.                             | M.    | B.    |
| 2014-2015             | Schalke 04                 | Bundesliga            | 8           | 0           | -                     | -                     | -          | -          | C1                             | 2                              | 0                              | 10    | 0     |
| 2016-2017             | Schalke 04                 | Bundesliga            | -           | -           | -                     | -                     | -          | -          | C3                             | -                              | -                              | 0     | 0     |
| Sous-total            | Sous-total                 | Sous-total            | 8           | 0           | 0                     | 0                     | -          | -          | -                              | 2                              | 0                              | 10    | 0     |
| 2015-2016             | RCD Majorque (prêt)        | Liga Adelante         | 33          | 0           | -                     | -                     | -          | -          | -                              | -                              | -                              | 33    | 0     |
| 2017-2018             | Willem II                  | Eredivisie            | 15          | 0           | 1                     | 0                     | -          | -          | -                              | -                              | -                              | 16    | 0     |
| 2018-2019             | Willem II                  | Eredivisie            | 29          | 0           | 4                     | -                     | -          | -          | -                              | -                              | -                              | 33    | 0     |
| 2019-2020             | Willem II                  | Eredivisie            | 25          | 0           | 3                     | 0                     | -          | -          | -                              | -                              | -                              | 28    | 0     |
| 2021-2022             | Willem II (prêt)           | Eredivisie            | 28          | 0           | 1                     | 0                     | -          | -          | -                              | -                              | -                              | 29    | 0     |
| Sous-total            | Sous-total                 | Sous-total            | 97          | 0           | 9                     | 0                     | -          | -          | -                              | 0                              | 0                              | 106   | 0     |
| 2020-2021             | RSC Anderlecht             | Jupiler League        | 23          | 0           | 4                     | 0                     | -          | -          | -                              | -                              | -                              | 27    | 0     |
| 2022-2023             | Feyenoord Rotterdam (prêt) | Eredivisie            | 9           | 0           | 2                     | 0                     | -          | -          | C3                             | 3                              | 0                              | 14    | 0     |
| 2023-2024             | Feyenoord Rotterdam        | Eredivisie            | 19          | 0           | 3                     | 0                     | -          | -          | C1+C3                          | 2+2                            | 0+0                            | 26    | 0     |
| 2024-2025             | Feyenoord Rotterdam        | Eredivisie            | 2           | 0           | 0                     | 0                     | 1          | 0          | C1                             | 0                              | 0                              | 3     | 0     |
| Sous-total            | Sous-total                 | Sous-total            | 30          | 0           | 6                     | 0                     | 1          | 0          | -                              | 6                              | 0                              | 43    | 0     |
| Total sur la carrière | Total sur la carrière      | Total sur la carrière | 191         | 0           | 19                    | 0                     | 1          | 0          | -                              | 8                              | 0                              | 219   | 0     |

## Palmarès
Feyenoord Rotterdam
- Champion des Pays-Bas
  - Champion en 2023
  - Vice-champion en 2024
- Coupe des Pays-Bas
  - Vainqueur en 2024
- Supercoupe des Pays-Bas
  - Vainqueur en 2024

## Vie privée
Il est le fils d'Ingo Wellenreuther (en), homme politique allemand et président du Karlsruher SC.